# Tea Łanczawa
Tea Łanczawa (ur. 11 września 1974 w Kutaisi) – holenderska szachistka pochodzenia gruzińskiego, arcymistrzyni od 2001, posiadaczka męskiego tytułu mistrza międzynarodowego od 2005 roku. W czasie swojej kariery występowała również pod nazwiskiem Tea Bosboom-Łanczawa.

## Kariera szachowa
W szachy gra od piątego roku życia. Po odkryciu jej talentu przez Nonę Gaprindaszwili, przeprowadziła się do Tbilisi. W 1988 r. zdobyła w Timișoarze tytuł mistrzyni świata juniorek do lat 14.  Rok później zajęła II miejsce w grupie do lat 16 na mistrzostwach rozegranych w Portoryko, natomiast w 1990 r. zdobyła drugi w swojej karierze tytuł mistrzyni świata, triumfując w Singapurze (w kategorii do lat 16). W 1995 r. zamieszkała w Holandii, rok później wychodząc za mąż. Od 1997 r. w rozgrywkach międzynarodowych reprezentuje barwy tego kraju, będąc podstawową zawodniczką reprezentacji narodowej. W 2006 r. osiągnęła duży sukces, zdobywając w Kuşadası srebrny medal indywidualnych mistrzostw Europy.
Wielokrotnie startowała w finałach indywidualnych mistrzostwach Holandii, zdobywając 10 medali: złoty (2012), pięć srebrnych (1998, 1999, 2000, 2002, 2003) oraz cztery brązowe (2001, 2006, 2008, 2013).
Wielokrotnie reprezentowała Holandię w turniejach drużynowych, m.in.: siedmiokrotnie na olimpiadach szachowych (w latach 1998, 2000, 2002, 2004, 2006, 2010, 2012) oraz siedmiokrotnie na drużynowych mistrzostwach Europy (w latach 1999, 2001, 2003, 2005, 2007, 2011, 2013).
Najwyższy ranking w dotychczasowej karierze osiągnęła 1 października 2006 r., z wynikiem 2392 punktów zajmowała wówczas 68. miejsce na światowej liście FIDE (oraz drugie – za Peng Zhaoqin – wśród holenderskich szachistek).